# Обедишће
Обедишће је насељено место у општини Криж, Хрватска. До нове територијалне организације у Хрватској, налазило се у саставу бивше велике општине Иванић-Град.

## Становништво
На попису становништва 2011. године, Обедишће је имало 580 становника.

## Попис1991.
На попису становништва 1991. године, насељено место Обедишће је имало 672 становника, следећег националног састава:
| Попис 1991.‍  | Попис 1991.‍  | Попис 1991.‍ | Попис 1991.‍ | Попис 1991.‍ |
| ------------ | ------------ | ----------- | ----------- | ----------- |
|              |              |             |             |             |
| Хрвати       | Хрвати       |             | 632         | 94,04%      |
| Југословени  | Југословени  |             | 12          | 1,78%       |
| Срби         | Срби         |             | 11          | 1,63%       |
| Македонци    | Македонци    |             | 3           | 0,44%       |
| Муслимани    | Муслимани    |             | 1           | 0,14%       |
| неопредељени | неопредељени |             | 4           | 0,59%       |
| непознато    | непознато    |             | 9           | 1,33%       |
| укупно: 672  |              |             |             |             |